# Журавых, Иван Антонович
Иван Антонович Журавых (16 июня 1924, Московская область — 8 апреля 2006) — командир отделения взвода пешей разведки 40-го гвардейского стрелкового полка гвардии младший сержант — на момент представления к награждению орденом Славы 1-й степени.

## Биография
Родился 16 июня 1924 года в селе Ермолово Скопинского района Рязанской области. С 1931 года учился в Ермоловской начальной школе, окончил только 4 класса. Работал в колхозе «Красная новь». В 1939—1941 годах учился в школе фабрично-заводского обучения в городе Волоколамске Московской области. В первой половине 1942 года работал учеником электромонтера на машиностроительном заводе в городе Скопин.
10 сентября 1942 года Скопинским райвоенкоматом призван в Красную Армию. Прошел подготовку в школе сержантского состава в городе Покров Московской области. В декабре 1942 года зачислен в 40-й гвардейский стрелковый полк и назначен первым номером пулеметного расчета, а через полгода — командиром отделения в роту противотанковых ружей. Воевал на Западном, 1-м Прибалтийском и 3-м Белорусском фронтах. Был дважды ранен, с начала 1944 года воевал в во взводе пешей разведки того же полка.
В ночь на 12 сентября 1944 года близ населенного пункта Шилоболе младший сержант Журавых в составе группы проник на нейтральную полосу, вступил в схватку с врагом и захватил «языка». Был ранен, но остался в строю и прикрывал отход группы. После 10-дневного пребывания в медсанбате вернулся в строй. Приказом от 28 сентября 1944 года гвардии младший сержант Журавых Иван Антонович награждён орденом Славы 3-й степени.
Вскоре был назначен командиром отделения. Пленный немец дал ценные сведения, но для их проверки нужно было взять «контрольного языка». В ночь на 2 октября 1944 года у населенного пункта Ошкоболе младший сержант Журавых в составе разведывательной группы преодолел заграждения и пленил гитлеровца. Во время боя было уничтожено более взвода противников. Во время отхода, на рассвете гвардейцы обнаружили движущуюся колонну людей, сопровождаемую охраной. В результате боя было освобождено более 300 мирных жителей, отправляемых в Германию. Приказом от 3 октября 1944 года гвардии младший сержант Журавых Иван Антонович награждён орденом Славы 2-й степени.
В период проведения Восточно-Прусской операции войска 11-й гвардейской армии обошли город Кенигсберг с юга и отрезали восточно-прусскую группировку от основных сил. Немецкое командование стремилось любой ценой деблокировать Кенигсберг.30 января 1945 года в 10 км юго-восточнее города Кенигсберг прорвавшаяся группа противников атаковала КП полка, где находилось Боевое Знамя части. Журавых подпустил противника на 15 м и забросал его гранатами, уничтожив 5 немецких солдат. После повторной атаки в завязавшейся рукопашной схватке гранатами и огнём автомата нанес противнику большой урон. Отделив знамя от древка, обернулся им, спрятав под одеждой. Был ранен в плечо осколками разорвавшейся гранаты, но знамя спас.
Указом Президиума Верховного Совета СССР от 24 марта 1945 года за исключительное мужество, отвагу и бесстрашие, проявленные в боях с вражескими захватчиками гвардии младший сержант Журавых Иван Антонович награждён орденом Славы 1-й степени. Стал полным кавалером ордена Славы.
Член ВКП/КПСС с 1945 года. В октябре 1945 года гвардии старшина Журавых уволен в запас. Вернулся на родину. Работал электромонтером на машиностроительном заводе в городе Скопин. Последние годы жил в деревне Свинушки Скопинского района. Много времени и сил отдавал патриотическому воспитанию молодежи. Участник Парада Победы 1995 года. Скончался 8 апреля 2006 года. Похоронен на кладбище села Дмитриево Скопинского района.

## Память
- В 2016 году на здании бывшей Ермоловской школы была установлена мемориальная доска.

## Награды
За боевые и трудовые успехи был награждён:
- орден Октябрьской Революции
- Орден Славы I степени (28.09.1944)
- Орден Славы II степени (03.10.1944)
- Орден Славы III степени (28.09.1944)
- орден Отечественной войны I степени.
- Медаль «За отвагу» (СССР)
- медалями.